# Джером (Аризона)
Джером (англ. Jerome) — місто (англ. town) в США, в окрузі Явапай штату Аризона. Населення — 464 особи (2020).

## Географія
Джером розташований за координатами 34°44′48″ пн. ш. 112°6′26″ зх. д. / 34.74667° пн. ш. 112.10722° зх. д. (34.746620, -112.107260).  За даними Бюро перепису населення США в 2010 році місто мало площу 2,24 км², уся площа — суходіл.

### Клімат
| Клімат : Джером                          | Клімат : Джером | Клімат : Джером | Клімат : Джером | Клімат : Джером | Клімат : Джером | Клімат : Джером | Клімат : Джером | Клімат : Джером | Клімат : Джером | Клімат : Джером | Клімат : Джером | Клімат : Джером | Клімат : Джером |
| Показник                                 | Січ.            | Лют.            | Бер.            | Квіт.           | Трав.           | Черв.           | Лип.            | Серп.           | Вер.            | Жовт.           | Лист.           | Груд.           | Рік             |
| Абсолютний максимум, °C                  | 23,9            | 27,8            | 29,4            | 33,3            | 37,2            | 40,0            | 42,2            | 40,6            | 38,9            | 34,4            | 29,4            | 23,9            | 42,2            |
| Середній максимум, °C                    | 10,6            | 12,2            | 15,6            | 20,0            | 25,0            | 30,6            | 32,2            | 30,6            | 28,3            | 22,2            | 15,6            | 11,1            | 21,1            |
| Середній мінімум, °C                     | 0,6             | 1,7             | 3,9             | 7,2             | 12,2            | 17,2            | 19,4            | 18,3            | 16,1            | 10,6            | 5,0             | 1,1             | 9,4             |
| Абсолютний мінімум, °C                   | −15             | −13,3           | −8,3            | −5              | −3,3            | 3,9             | 6,7             | −0,6            | 4,4             | −6,1            | −8,9            | −15             | −15             |
| Норма опадів, мм                         | 44              | 48              | 45              | 27              | 14              | 10              | 65              | 79              | 37              | 32              | 32              | 38              | 471             |
| ---------------------------------------- | --------------- | --------------- | --------------- | --------------- | --------------- | --------------- | --------------- | --------------- | --------------- | --------------- | --------------- | --------------- | --------------- |
| Джерело: Western Regional Climate Center |                 |                 |                 |                 |                 |                 |                 |                 |                 |                 |                 |                 |                 |

## Демографія
Згідно з переписом 2010 року, у місті мешкали 444 особи в 253 домогосподарствах у складі 93 родин. Густота населення становила 198 осіб/км².  Було 290 помешкань (130/км²).
Расовий склад населення:
| - 93,7 % — білих - 0,7 % — чорних або афроамериканців - 0,5 % — корінних американців - 0,2 % — азіатів - 1,4 % — осіб інших рас |

До двох чи більше рас належало 3,6 %. Частка іспаномовних становила 5,6 % від усіх жителів.
За віковим діапазоном населення розподілялося таким чином: 7,9 % — особи молодші 18 років, 75,4 % — особи у віці 18—64 років, 16,7 % — особи у віці 65 років та старші. Медіана віку мешканця становила 54,6 року. На 100 осіб жіночої статі у місті припадало 96,5 чоловіків;  на 100 жінок у віці від 18 років та старших — 92,9 чоловіків також старших 18 років.
Середній дохід на одне домашнє господарство  становив 44 393 долари США (медіана — 30 000), а середній дохід на одну сім'ю — 60 618 доларів (медіана — 62 875). Медіана доходів становила 21 534 долари для чоловіків та 26 736 доларів для жінок. За межею бідності перебувало 24,2 % осіб, у тому числі 58,5 % дітей у віці до 18 років та 16,7 % осіб у віці 65 років та старших.
Цивільне працевлаштоване населення становило 250 осіб. Основні галузі зайнятості: роздрібна торгівля — 23,2 %, мистецтво, розваги та відпочинок — 17,2 %, будівництво — 11,2 %, науковці, спеціалісти, менеджери — 10,0 %.